# Mãe Beth de Oxum
Maria Elizabeth Santiago de Oliveira (Olinda, 12 de março de 1964), conhecida como Mãe Beth de Oxum, é uma ialorixá, percussionista brasileira, juremeira, comunicadora popular, ativista cultural, mestra coquista, articuladora e realizadora do Coco de Umbigada, no bairro do Guadalupe. Em sua casa funciona o ponto de cultura Coco de Umbigada, e o Terreiro Ilê Axé Oxum Karê.

## Biografia
Nasceu na antiga maternidade da Praça do Carmo, em Olinda, Pernambuco no mesmo dia do aniversário da cidade de Olinda. Casou-se com Quinho dos Caetés, neto de mestres do Coco e é mãe de quatro filhos. Aprendeu a percussão em terreiros de candomblé, aprendeu primeiro o agogô, nas festas do santo das quais participava. Em 1981, Beth, junto com um grupo de mulheres afrodescendentes insatisfeitas com a intolerância da sociedade pernambucana em relação ao candomblé – cujos rituais eram não só discriminados, mas proibidos, além de sofrer restrições internas dos afoxés, que só permitiam a participação de negros e proibiam o gênero feminino de tocar os instrumentos da religião –, formaram um afoxé, em seguida um maracatu (o Maracatu Abadia) e um terreiro. É uma das mulheres pioneiras em grupos de frevo, ciranda, afoxé e outros ritmos, tocou entre outras, nas bandas de Lia de Itamaracá e Selma do Coco. Durante 3 anos foi presidente do Afoxé Alafin Oyó, atuando na luta contra o preconceito religioso.   
Não possui formação superior, atuou como funcionária na iniciativa privada e como servidora pública. Seu primeiro emprego formal foi numa agência de turismo local, passou por outras agências, depois atuou como operadora de telemarketing de uma multinacional de máquinas de escrever e, finalmente, como servidora de um Hospital Universitário do Recife. Quando teve seu terceiro filho, por inspiração religiosa, resolveu dedicar-se, exclusivamente, à Sambada de Coco, ao terreiro e à família, elementos centrais de sua vida e trabalho. Estabeleceu um dos pontos de cultura mais efervescentes da cidade pernambucana, o Coco da Umbigada, no bairro de Guadalupe.
Mãe Beth de Oxum é ialorixá do Ilê Axé Oxum Carê, terreiro de matriz afroindígena da Umbigada, cujo Afoxé Filhos de Oxum é um dos primeiros a incluir mulheres na percussão.
Recebeu em 2015 a Ordem do Mérito Cultural entregue pela presidenta Dilma Rousseff.  Em 2017, lançou com o grupo Coco de Umbigada o CD “Tá na Hora do pau comer” e seguiu para turnê na Alemanha (Berlim), Áustria (Viena) e Suíça (Berna). Em 2020 candidatou-se a vereadora pela cidade de Olinda com a campanha "Tá na hora".

## Ponto de Cultura Coco de Umbigada
Desde o São João de 1998, ocorre todo primeiro sábado do mês a Sambada de Coco de Umbigada, que reúne mais 2.000 pessoas na Rua João de Lima, mais conhecida como Beco da Macaíba, no bairro de Guadalupe, Olinda. Em 2004, foi reconhecido como Ponto de Cultura pelo Ministério da Cultura (Brasil). A festa semanal conduzida por Beth de Oxum e Quinho dos Caetés resgata uma tradição familiar, a partir da ressignificação de um tambor feito da madeira nobre da macaíba, que pertencia à família de Quinho Caetés, e representava a memória de seus antepassados. Tudo começou no quintal da casa da família de Beth e Quinho. Com a continuidade, foi fomentando uma maior consciência de seus participantes a respeito do papel maior da brincadeira: pertencimento em relação ao seu território, valorização, difusão e preservação da memória da brincadeira do coco.   
A partir da sambada, foram desenvolvidas outras ações que, juntas, compõem a atuação do Centro Cultural Coco de Umbigada: organização comunitária, sem fins lucrativos, que mantém atividades artísticas, culturais e educacionais oferecidas para a comunidade como forma de resgate de práticas, valores e da auto-estima através do protagonismo cultural.   
Atividades como o Cineclube Macaíba, direcionado às culturas de matriz africana, cujo nome faz alusão ao beco onde essa comunidade se encontra; a Rádio Amnésia, rádio livre exibe diariamente programas variados que trazem, para o centro dos debates, temas de interesse da comunidade além de executar a produção musical das periferias nordestinas e brasileiras;  e o Laboratorio de Tecnologia e Inovação Cidadã (o LAB Coco) que oferece cursos gratuitos em colaboração com fundações, ONG e centros universitários. Onde foram desenvolvidos projetos como o Contos de Ifá, jogo que promove a identidade negra, roteirizado através da mitologia afrobrasileira, pelo qual a artista pernambucana faturou a premiação na categoria “Juventude”,  desenvolvido por alunos de uma oficina promovida pelo Coco de Umbigada, por meio de um edital Fundação Cultural Palmares.     
“Fizemos 267 etapas e já cumprimos 8. Teremos muitos anos para trabalhar em torno desse projeto, que visa o desenvolvimento de roteiros baseados na mitologia afrobrasileira, que ressignifica a diáspora africana, trazendo para o centro as figuras dos orixás e toda sua cultura”, explica Beth de Oxum.

## Prêmios
- Ordem do Mérito Cultural, 2015.
- Prêmio Fundação do Banco do Brasil de Tecnologia Social 2015.
- Prêmio Interações Estéticas, 2008.